# Helicopsyche extensa
Helicopsyche extensa is een schietmot uit de familie Helicopsychidae. De soort komt voor in het Neotropisch gebied.